# لويز فيليون
لويز فيليون هي جغرافية كندية، ولدت في 6 ديسمبر 1945 في مونتريال في كندا.